# 高知県立図書館
高知県立図書館（こうちけんりつとしょかん、Kochi Prefectural Library）は、高知県高知市にある図書館。
「高知県民の生活に役立ち、心をより豊かにすること」を目的として開設された。日本初の移動図書館「自動車文庫」で知られる。
2018年（平成30年）7月24日より、高知市民図書館本館との共同運営で「オーテピア高知図書館」（オーテピアこうちとしょかん）として改装リニューアルした。
ここでは2017年（平成29年）12月28日に閉館した高知市丸ノ内一丁目1番10号にあった図書館について記載する。

## 施設
- 1階フロア
  - 小展示室、展示の広場、子ども読書室、児童図書研究室、1階書庫
- 2階フロア
  - 西閲覧室
    - ジョブコーナーでは持ち込んだパソコンで公衆無線LANが利用でき、全国の電話帳、通信教育文庫などがある。

  - 東閲覧室
    - 新聞コーナー、洋書、大活字本のコーナーがある。

  - 医療健康情報コーナー、雑誌コーナー（新刊本、展示本など）、高知県関係以外の本、高知県関係の本、マイクロリーダー室、対面音訳室、2階書庫
- 3階フロア
  - 事務室、大小会議室、郷土資料室、図書出版庫、3階書庫
  - 土佐史談会事務局 - 土佐の歴史、風土に関する調査研究を行い機関紙「土佐史談」を発行する。

### 建築概要
- 起工 - 1972年（昭和47年）7月
- 竣工 - 1973年（昭和48年）5月
- 構造・規模 - RC造、地上3階建（一部4階）
- 敷地面積 - 4,413.75平方メートル
- 延床面積 - 3,896.17平方メートル
- 建築面積 - 1,342.00平方メートル
- 事業費 - 約3億24万円（当時）
- 備考 - 図書収蔵能力約30万冊、閲覧室263席（うち、子ども55席）

## 沿革
- 1879年（明治12年）8月  - 高知公園の懐徳館内に高知書籍館の名称で開設[5]。
- 1888年（明治21年）10月 - 高知教育会に寄託され高知図書館に改称。
- 1896年（明治29年）5月 - 懐徳館内から高知市丸ノ内に新築された建物に移転。
- 1916年（大正5年）3月 - 旧土佐藩家老・五藤正形より蔵書数千冊の寄贈を受け、大正天皇即位の記念事業として、高知市丸ノ内6番地に高知県立図書館が竣工。初代館長・中城直正。
- 1917年（大正6年）4月 - 巡回文庫を開設。
- 1945年（昭和20年）7月 - 戦災のため館建物と蔵書13万冊焼失[6]。
- 1946年（昭和21年）海南中学校（現：高知県立高知小津高等学校）で図書館業務を再開[6]。
- 1948年（昭和23年）7月 - 日本初の移動図書館である自動車文庫開設[7]。
- 1950年（昭和25年）6月 - 高知市丸ノ内3番地に新築される[6]。
- 1950年（昭和25年）11月4日 - 「高知県立図書館設置条例」を制定[8]。
- 1973年（昭和48年）8月 - 高知市丸ノ内一丁目1番10号の建物が竣工。
- 2017年（平成29年）12月28日 - この日の開館を最後に高知市丸ノ内一丁目1番10号に位置した図書館は閉館。移転のため12月29日から翌年7月23日まで休館。
- 2018年（平成30年）7月24日 - 旧高知市立追手前小学校の跡地（高知市追手筋二丁目1番1号）に建設された複合施設「オーテピア」内に、高知市民図書館本館と高知県立図書館の共同運営による「オーテピア高知図書館」が開館。都道府県立図書館と市立図書館の合築は日本初。

## 主な出版
- 長宗我部地検帳：全19冊、昭和32年（1957年）3月～昭和40年（1965年）3月
- 皆山集：全10巻、昭和48年（1973年）12月～昭和53年（1978年）3月
- 憲章簿：全7巻、昭和57年（1982年）1月～昭和61年（1986年）12月
- 南路志：全10巻、平成2年（1990年）5月～平成9年（1997年）11月
- 土佐國群書類従：全13巻の予定、平成10年（1998年）12月～

## サービス

### 旧高知県立図書館
開館時間
- 休館日：月曜日
- 火～金 9:00～19:00
- 土・日　9:00～17:00

## 跡地
- 改装して、2020年4月1日に高知県立公文書館を開館。同時に「高知まんがBASE」「NPO法人県生涯学習支援センター」「認定NPO法人高知こどもの図書館」を併設する。[9]。

## アクセス
- とさでん交通伊野線 高知城前電停下車 徒歩5分